# Dir El Ksiba
Dir El Ksiba (àrab دير القصيبة) és una comuna rural de la província de Béni Mellal de la regió de Béni Mellal-Khénifra. Segons el cens de 2014 tenia una població total de 22.855 persones.